# 鄭智勳
Chovy（韓語：쵸비），本名鄭智勳（韓語：정지훈Jung Ji-hun，2001年3月3日—）。是一名韓國英雄聯盟職業選手，司職中路，目前所屬隊伍為Gen.G。

## 選手生涯
Chovy在2017年隨著業餘隊伍 KeG Gwangju參加KeSPA盃比賽。
Chovy在 2018賽季開始前加入韓國英雄聯盟挑戰者（LCKCL）隊伍的Griffin，開始了自己的職業生涯。到達年齡限制門檻後，他在與Team BattleCoins對決的比賽中初次上場。起初，他和選手Rather輪替上場。在夏季賽時隊伍升格成為韓國英雄聯盟正式聯賽（LCK）隊伍的同時，他在首發位置競爭中也取得了勝利，確立為隊伍首發中單選手，並為Griffin在夏季賽取得亞軍成績做出了貢獻。
Griffin赢得了2018年KeSPA盃，且Chovy被選為決賽MVP  。Chovy 在2019年春季賽表現出色，他一共累積 1,300 MVP 積分，並寫下 KDA10.70的記錄。基於這些表現，Chovy在常規賽結束後當選為MVP選手。 他也赢得了2019 年英雄聯盟洲際系列賽冠軍。Griffin在2019年夏季賽中表現出色，但最終屈居第二。在2019年英雄聯盟世界賽中，Griffin止步八強。
2020賽季開始前，Chovy離開隊伍Griffin，成為自由人。隨後加入了DRX，和Griffin時期提拔他的教練cvMax再聚。春季賽的首場賽事，隊伍上單選手Doran因遭停賽懲罰，Chovy以上單身分代替上場。後續的春季賽賽事中，Chovy則作為DRX的中單兼王牌選手出賽。並藉由賽程中的良好表現，在賽季結束後被評選入All-LCK最佳二陣隊伍。春季賽結束後，DRX也參加了當年度的季中邀請賽，即使Chovy在賽事中表現出色，隊伍仍在小組賽中遭到淘汰。夏季賽中，隊伍整體表現良好，並首次挑戰聯賽冠軍。但最終惜敗當時展現壓倒性宰制力的隊伍Damwon，獲得夏季聯賽亞軍。DRX進軍2020英雄聯盟世界賽，在小組賽中以第二名的成績進入八強。但在八強賽中DRX對上Damwon，以0-3的比數止步八強。
2021賽季來臨前，他對DRX的BL性宣傳表達了不滿，並引起粉絲的關注 以自由人身份離開隊伍DRX後，他加入了Hanwha Life Esports(HLE)。 加入HLE後，Chovy隊伍的首發中單發揮了積極作用，並帶領隊伍挺進季後賽。尤其在1月24日對上Gen.G的比賽，Chovy在第二局及第三局比賽中以單人carry 姿態，帶領隊伍以2-1比數取勝，備受關注。 此賽季結束後，他入選為All-LCK最佳二陣隊伍。 到了夏季賽，Chovy維持自己作為隊伍首發中單及王牌的位置。然而隊伍在夏季賽中表現不盡人意，未能晉級季後賽。儘管如此，Chovy在此賽季結束後仍然入選LCK最佳三陣隊伍。 在夏季賽結束後舉行的2021英雄聯盟世界賽選拔賽中，Chovy在每場比賽中都展現了壓倒性的表現，為隊伍晉級世界賽做出貢獻。亦在世界賽賽程中，幫助隊伍進入八強。 2021年賽季結束後，Chovy宣佈成為自由人。
Chovy在2022賽季前加入Gen.G。

## 所屬隊伍
| # | 队名        | 隶属期间              | 所屬聯賽  |
| - | ----------- | --------------------- | --------- |
| — | KeG Gwangju | 2017.11.19~2017.11.21 |           |
| 1 | Griffin     | 2018.03.07~2019.11.25 | LCKCL LCK |
| 2 | DRX         | 2019.12.04~2020.11.17 | LCK       |
| 3 | HLE         | 2020.11.24~2021.11.16 | LCK       |
| 4 | Gen.G       | 2021.11.24~           | LCK       |

## 生平獎項

### 團隊
| 年份 | 團隊           | 賽事                            | 名次   |
| ---- | -------------- | ------------------------------- | ------ |
| 2018 | Griffin        | 2018年LCKCL春季賽               | 冠軍   |
| 2018 | Griffin        | 2018年LCK夏季賽                 | 亞軍   |
| 2018 | Griffin        | 2018年KeSPA盃                   | 冠軍   |
| 2019 | Griffin        | 2019年英雄聯盟洲際系列賽        | 冠軍   |
| 2019 | Griffin        | 2019LCK夏季賽                   | 亞軍   |
| 2019 | Griffin        | 2019年世界大賽                  | 八強   |
| 2020 | DRX            | 2020年LCK春季賽                 | 季軍   |
| 2020 | DRX            | 2020年LCK夏季賽                 | 亞軍   |
| 2020 | DRX            | 2020年世界大賽                  | 八強   |
| 2021 | HLE            | 2021年世界大賽                  | 八強   |
| 2022 | Gen.G          | 2022年LCK春季賽                 | 亞軍   |
| 2022 | Gen.G          | 2022年LCK夏季賽                 | 冠軍   |
| 2022 | Gen.G          | 2022年世界大賽                  | 四強   |
| 2023 | Gen.G          | 2023年LCK季前賽                 | 冠軍   |
| 2023 | Gen.G          | 2023年LCK春季賽                 | 冠軍   |
| 2023 | Gen.G          | 2023年季中邀請賽                | 第四名 |
| 2023 | Gen.G          | 2023年LCK夏季賽                 | 冠軍   |
| 2023 | 韩国国家代表队 | 2022年杭州亞運 – 英雄聯盟項目   | 金牌   |
| 2023 | Gen.G          | 2023年世界大賽                  | 八強   |
| 2024 | Gen.G          | 2024年LCK春季賽                 | 冠軍   |
| 2024 | Gen.G          | 2024年季中邀請賽                | 冠軍   |
| 2024 | Gen.G          | 2024年LCK夏季賽                 | 亞軍   |
| 2024 | Gen.G          | 2024年世界大賽                  | 四強   |
| 2025 | Gen.G          | 2025年季中邀請賽                | 冠軍   |
| 2025 | Gen.G          | 2025年電競世界盃 – 英雄聯盟項目 | 冠軍   |

### 個人
- 2018KeSPA盃最佳選手
- 2022 LCK Awards HP OMEN最佳KDA獎
- 2025年季中邀請賽MVP